# Christian Felci
Christian Felci est un footballeur puis entraîneur français né le 1er décembre 1956 à Belley dans le département de l'Ain. Il évolue au poste de défenseur latéral du milieu des années 1970 à la fin des années 1980.

## Biographie

### Joueur
Formé à Angers SCO, international juniors en décembre 1973 puis lors de la saison 1974-75, Christian Felci joue ensuite notamment au Stade lavallois et au CS Cuiseaux-Louhans avant de terminer sa carrière professionnelle au CO Le Puy.
Il rejoint en 1982 le Stade lavallois entraîné alors par Michel Le Milinaire, alors en Division 1. Il fit partie de l'exploit que son équipe réalisa lors de la saison 1983-84 en Coupe de l'UEFA. En octobre 1984 il remporte la Coupe de la Ligue avec le Stade lavallois, en battant l'AS Monaco en finale.
Joueur de petit format mais difficile à éliminer, sa carrière est plus le résultat du travail que d'une prédisposition naturelle à ce poste.

### Entraîneur
Il devient ensuite entraîneur au Tarbes Stado puis dirige principalement le SO Romorantin, l'ES Segré, le Thouars Foot 79 et SN Imphy Decize.
En 2006-2007 il participe à « Dix mois vers l'emploi », programme développé par l'UNECATEF à destination des entraîneurs sans club.
Christian Felci est titulaire du diplôme d'entraîneur de football (DEF).

### Engagements syndicaux
En 1999 il est membre du comité directeur de l'UNFP. En 2016 il en est membre consultatif.

## Parcours
- 1989-1993  Tarbes Stado
- 1993-1999  SO Romorantin
- 1999-2001  ES Segré
- 2001-2003  Thouars Foot 79
- 2003-2005  SN Imphy Decize
- 2005-2006  Bergerac PFC
- 2007-2008  Libourne-St-Seurin (staff)
- 2008-2009  Libourne-St-Seurin (entraîneur-adjoint)

## Palmarès

### Joueur
- Champion de France de Division 2 en 1976 avec Angers SCO
- Vice-champion de France de Division 2 en 1978 avec Angers SCO
- Vainqueur de la Coupe de la Ligue de football 1984 avec le Stade lavallois.
- Vainqueur du groupe Sud de Division 3 en 1982 avec l'Olympique d'Alès.

### Entraîneur
- Vainqueur de groupe de National 3 en 1995 avec le SO Romorantin.